# Юріє Йову
Юріє Йову (рум. Iurie Iovu, нар. 6 липня 2002, Кишинів) — молдовський футболіст, захисник хорватського клубу «Істра 1961».
Виступав, зокрема, за клуб «Венеція», а також національну збірну Молдови.

## Клубна кар'єра
Народився 6 липня 2002 року в місті Кишинів. Вихованець юнацьких команд футбольних клубів «Зімбру» та «Кальярі».
У дорослому футболі дебютував 2022 року виступами за команду «Венеція». 
До складу клубу «Істра 1961» приєднався 2022 року. Станом на 25 вересня 2023 року відіграв за команду з Пули 4 матчі в національному чемпіонаті.

## Виступи за збірні
У 2018 році дебютував у складі юнацької збірної Молдови (U-17), загалом на юнацькому рівні взяв участь у 3 іграх.
З 2021 року залучався до складу молодіжної збірної Молдови. На молодіжному рівні зіграв у 6 офіційних матчах, забив 1 гол.
У 2021 році дебютував в офіційних матчах у складі національної збірної Молдови.
| Дата       | Місто                  | Господарі | Результат | Гості       | Турнір            | Голи | Примітки |
| ---------- | ---------------------- | --------- | --------- | ----------- | ----------------- | ---- | -------- |
| 15-11-2021 | Клагенфурт-ам-Вертерзе | Австрія   | 4 – 1     | Молдова     | Відбір до ЧС 2022 | -    | 88'      |
| 16-11-2022 | Кишинів                | Молдова   | 1 – 2     | Азербайджан | товариський матч  | -    |          |
| 20-11-2022 | Кишинів                | Молдова   | 0 – 5     | Румунія     | товариський матч  | -    | 46'      |
| Усього     |                        | Матчів    | 3         |             | Голів             | 0    |          |